# Anne Underwood
Anne Underwood (Grantham, 4 gennaio 1956) è un'ex cestista inglese.

## Carriera
Con l'Inghilterra ha disputato i Campionati europei del 1980.